# Pourrain
 Pourrain  es una comuna y población de Francia, en la región de Borgoña, departamento de Yonne, en el distrito de Auxerre y cantón de Toucy.
Su población en el censo de 1999 era de 1.305 habitantes.
Está integrada en la Communauté de communes du Toucycois .

## Demografía
| 1 110 | 1 089 | 1 262 | 1 417 | 1 655 | 1 527 | 1 702 | 1 714 | 1 615 | 1 596 | 1 630 | 1 633 | 1 617 | 1 580 | 1 508 | 1 426 | 1 343 | 1 278 | 1 230 | 1 042 | 897 | 896 | 887 | 880 | 856 | 839 | 901 | 886 | 897 | 1 196 | 1 266 | 1 305 |
| Para los censos de 1962 a 1999 la población legal corresponde a la población sin duplicidades (Fuente: INSEE [Consultar]) |       |       |       |       |       |       |       |       |       |       |       |       |       |       |       |       |       |       |       |     |     |     |     |     |     |     |     |     |       |       |       |